# KNM-ER 1813

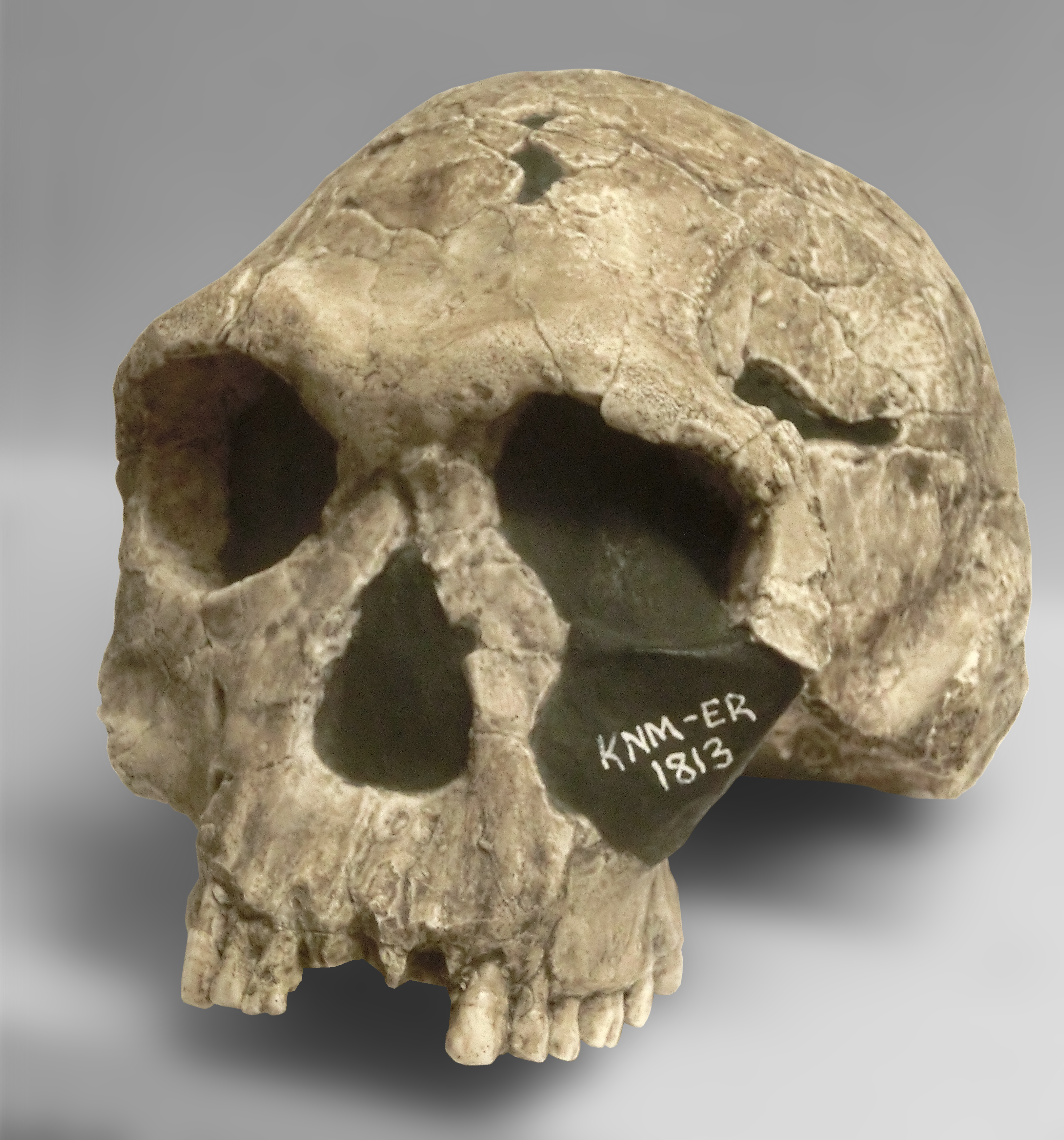
KNM-ER 1813 (Nachbildung)

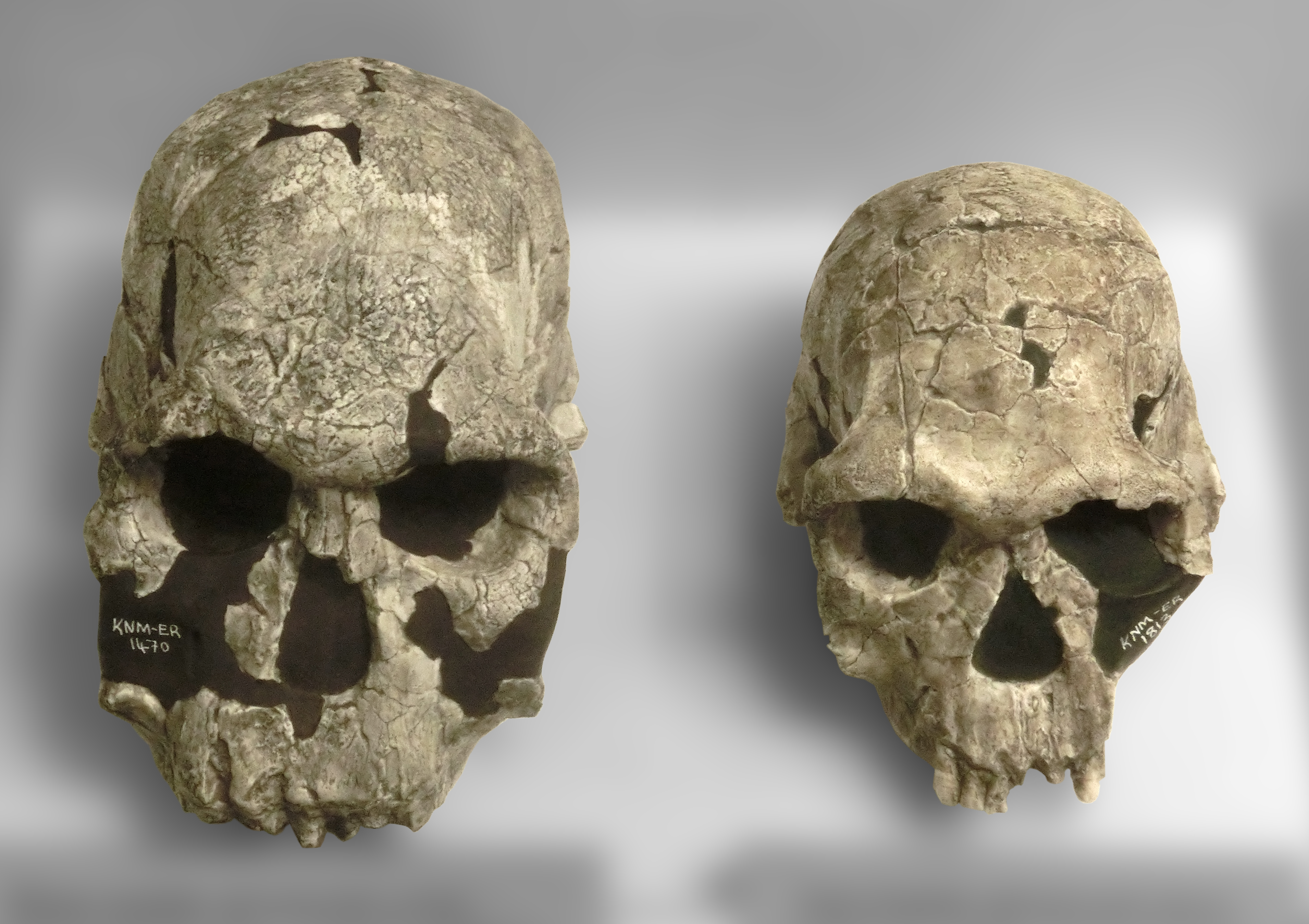
Größenvergleich: KNM-ER 1470, Holotypus von Homo rudolfensis (links) und KNM-ER 1813 (Nachbildungen)

KNM-ER 1813 ist die wissenschaftliche Bezeichnung für den fossilen Schädel eines erwachsenen, vermutlich kleinwüchsigen Homo habilis, der 1973 von Kamoya Kimeu in Koobi Fora, Kenia, entdeckt wurde. Der Fund gilt als der bislang am vollständigsten erhalten gebliebene Schädel von Homo habilis. Seine Bezeichnung verweist auf den Verwahrort, das Kenya National Museum (KNM), und den Fundort (ER = East Rudolf) östlich des Turkana-Sees (ehemals Rudolfsee).
Von diesem Schädel wurden nahezu sämtliche Knochen geborgen und – abgesehen von den fehlenden Schneidezähnen – blieb von jedem Oberkieferzahn mindestens auch eine Zahnkrone erhalten. Die Rekonstruktion des Schädelinnenvolumens ergab eine maximale Gehirngröße von allenfalls 510 cm³, weswegen der Fund zunächst der Gattung Australopithecus zugeschrieben wurde. 1978 wurde hingegen vorgeschlagen, den Schädel einer neu einzuführenden Art namens „Homo africanus“ zuzuordnen, und 1995 wurde er als Typusexemplar von „Homo microcranous“ ausgewiesen. Letztlich führten jedoch die mit dem Fossil OH 24 geteilten Merkmale zu einer Revidierung ihrer anfänglichen Interpretationen und zu einem Konsens der Forscher hinsichtlich einer Zuordnung zu Homo habilis.
Für das Alter des Fossils wurden eine Untergrenze von 1,78 Millionen Jahren und ein wahrscheinliches Alter von 1,9 Millionen Jahren berechnet.

## Belege
1. ↑  Richard Leakey: Further evidence of Lower Pleistocene hominids from East Rudolf, North Kenya, 1973. In: Nature. Band 248, 1974, S. 653–656, doi:10.1038/248653a0.
2. ↑  KNM-ER 1813 auf der Website (humanorigins.si.edu) der Smithsonian Institution.
3. ↑  Michael Herbert Day, Richard Leakey, Alan Walker und Bernard Wood: New hominids from East Turkana, Kenya. In: American Journal of Physical Anthropology. Band 45, Nr. 3, 1976, S. 369–435, doi:10.1002/ajpa.1330450304.
4. ↑  Ralph L. Holloway: Human Brain Evolution: A Search for Units, Models and Synthesis. In: Canadian Journal of Anthropology. Band 3, Nr. 2, 1983, S. 215–230, hier: S. 220, Volltext (PDF).
5. ↑  Eintrag KNM-ER 1813 in: Bernard Wood (Hrsg.): Wiley-Blackwell Encyclopedia of Human Evolution. 2 Bände. Wiley-Blackwell, Chichester u. a. 2011, ISBN 978-1-4051-5510-6.
6. ↑  Todd R. Olson: Hominid phylogenetics and the existence of Homo in Member I of the Swartkrans Formation, South Africa. In: Journal of Human Evolution. Band 7, Nr. 2, 1978, S. 159–178, doi:10.1016/S0047-2484(78)80008-6.
7. ↑  Walter W. Ferguson: A new species of the genus Homo (primates: Hominidae) from the Plio/Pleistocene of Koobi Fora, in Kenya. In: Primates. Band 36, Nr. 1, 1995, S. 69–89, doi:10.1007/BF02381916.
8. ↑  Craig S. Feibel, Francis H. Brown und Ian McDougall: Stratigraphic context of fossil hominids from the Omo group deposits: Northern Turkana Basin, Kenya and Ethiopia. In: American Journal of Physical Anthropology. Band 78, Nr. 4, 1989, S. 595–622, doi:10.1002/ajpa.1330780412.
9. ↑  Craig S. Feibel, Christopher J. Lepre und Rhonda L. Quinn: Stratigraphy, correlation, and age estimates for fossils from Area 123, Koobi Fora. In: Journal of Human Evolution. Band 57, Nr. 2, 2009, S. 112–122, doi:10.1016/j.jhevol.2009.05.007.